# Brigitte Meng
Brigitte Meng (geboren 19. Februar 1932 in Frankfurt am Main; gestorben 29. November 1998 in Zürich) war eine schweizerische Schriftstellerin und Lyrikerin.

## Leben
Die Tochter der Kunsthistorikerin Mathilde Meng-Koehler und des Psychoanalytikers Heinrich Meng emigrierte nach der Machtergreifung der Nationalsozialisten 1933 mit den Eltern in die Schweiz. Der Vater erhielt 1937 eine Dozentenstelle und 1945 eine Professur für Psychohygiene an der Universität Basel.
Meng schrieb vornehmlich Lyrik, 1968 wurde sie mit anderen Autoren von Karl Schmid zur Lesung vor Studenten in die ETH Zürich eingeladen.  In den 1960er Jahren versuchte sich Meng auch an Theaterstücken, die an das absurde Theater anknüpften. Sie hatte eine, auch dichterisch produktive, Verbindung mit Renato Arlati. Gedichte von ihr wurden von Arthur Furer in seine Liederzyklen aufgenommen. Meng schrieb einen autobiographischen Roman.

## Werke
- Versuch, einen toten Schmetterling in einen lebendigen zu verwandeln, Klagenfurt: Röschnar, 1993
- Für niemandes Kopf gedacht, Klagenfurt: Röschnar, 1990
- Das schwarze Zimmer: ein autobiographischer Roman, Zürich: Leu, 1989
- Unter der Maske: Gedichte, Klagenfurt: Röschnar, 1988
- Der Eilbrief: eine Tragikomödie in zwei Szenen, 1980
- Ein Fingerhut voll Einsamkeit: Gedichte und Texte, Darmstadt: Bläschke, 1978
- Die Fische sind meine Brüder: Gedichte und lyrische Prosa, Muttenz: Sankt-Arbogast-Verlag, 1980
- Die Rabenfeder, Zürich: Verl. Die Regenbogen-Reihe, 1970
- Die Leuchtschrift, Gedichte. Reihe Regenbogen, Zürich, 1967
- Spürst du den Schatten?: Gedichte, Basel: Pharos Verl., 1966
- Ein Fahrplan stimmt nicht mehr: Drama in einem Akt 1964

## Vertonungen
- Vokalmusik für ungebrochene Stimmen von Arthur Furer, 2000
- 3 Skizzen: für Singstimme und 7 Instrumente: nach Texten von Peter Lehner und Brigitte Meng von Arthur Furer, 1980
- Bedenk(lich)es: für hohe Stimme und Klavier, von Arthur Furer, 1967–1984. Arthur Furer bei musinfo
- Heut putz ich die Märchenkrone, Immanuel Kammerer, Zürich: Hug & Co., 1961, Chor-Part.